# 2K Marin
2K Marin is een Amerikaans computerspelontwikkelaar gevestigd in Novato, Californië. Het bedrijf werd in 2007 opgericht als afsplitsing van 2K Games en fungeert als ontwikkelstudio van de uitgever.
In 2010 werd 2K Australia samengevoegd met 2K Marin om te helpen met de ontwikkeling van The Bureau: XCOM Declassified. Eind 2011 werden de studio's weer gescheiden.

## Ontwikkelde spellen
| Release | Titel                         | Platform                                   |
| ------- | ----------------------------- | ------------------------------------------ |
| 2007    | BioShock                      | Mac OS X, PlayStation 4, Windows, Xbox One |
| 2010    | BioShock 2                    | Mac OS X, PlayStation 4, Windows, Xbox One |
| 2013    | The Bureau: XCOM Declassified | OS X, PlayStation 4, Windows, Xbox One     |